# Asuman Baytop
Asuman Baytop (Isztambul, 1920. március 27. – Isztambul, 2015. február 18.) török botanikus, farmakológus, növénygyűjtő, egyetemi tanár. Botanikai szakmunkákban nevének rövidítése: „A. Baytop”.

## Pályafutása
Az Isztambuli Egyetem Természettudományi Karának Gyógyszerészeti Iskoláján kezdett tanulni 1943-ban. Tanulmányait Zürichben folytatta Hans Flück professzornál az Eidgenössische Technische Hochschule Gyógyszerészeti Intézetében. 1949-ben doktori címet szerzett az Achillea 4 alpesi egyedének farmakognóziai tanulmányával.
Azután visszatért hazájába, és az Isztambuli Egyetem Gyógyszerészeti Iskolájában kezdett tanítani. 1964-ben létrehozta a gyógyszerészeti növénytan tanszéket, amit 1987 márciusáig vezetett.
1966 és 1980 között kb. ötven növénygyűjtő tanulmányutat szervezett. Három nagy régiót kutatott: Isztambul környékét, Trákiát, Anatóliát.
A növényegyedeket igyekezett azonosítani, meghatározni, valamint a gyógyászati felhasználhatóságukat is megállapítani. Feljegyezte a növények helyi, nép elnevezését is. Isztambul környékéről 5870, Törökország európai részéről 7470 növényegyedet gyűjtött. Ezek megtalálhatók az Isztambuli Egyetem Gyógyszerészeti Karának herbáriumában. 
1968 és 1986 között hat projektet nyújtott be a Török Tudományos és Technológiai Kutatási Intézetnek (Türkiye Bilimsel ve Teknolojik Araştırma Kurumu, TÜBİTAK). 
260 tudományos publikációt közölt, tankönyveket és szótárakat is írt. Peter Hadland Davis brit botanikussal együtt dolgozta fel Törökország flóráját (Türkiye Florası).   
Nyugdíjba vonulása után tanácsadóként dolgozott tovább. Élete folyamán szinte kizárólag Törökország flórájával és a török botanika történetével foglalkozott.